# Bossongri (Diapangou)
Pour les articles homonymes, voir Bossongri.
Bossongri est une commune située dans le département de Diapangou de la province du Gourma dans la région de l'Est au Burkina Faso.

## Santé et éducation
Le centre de soins le plus proche de Bossongri est le centre de santé et de promotion sociale (CSPS) de Diapangou.